# Ludwig Lange (architetto)
Ludwig Lange (Darmstadt, 22 marzo 1808 – Monaco di Baviera, 31 marzo 1868) è stato un architetto tedesco.

## Biografia
Era il figlio di un funzionario del tribunale, iniziò la sua formazione di architetto nel 1823 sotto la guida del progettista Georg August Lerch (1792-1857). Dal 1826 al 1830, frequentò l'Università di Giessen, dove studiò con Georg Moller. Poi andò a studiare a Monaco di Baviera, dove fu allievo del pittore paesaggista Carl Rottmann, con il quale intraprese anche un viaggio di studio in Grecia nel 1834.
Nel 1835, fu nominato insegnante di disegno presso la New Royal High School di Atene e, il 15 maggio, diventò un ispettore di costruzione per il re Ottone I. Tornò di nuovo in Germania nel 1838 per esplorare un po' la città. Nel 1847, fu nominato successore di August von Voit, come professore di architettura presso l'Accademia di belle arti di Monaco di Baviera.
Divenne noto per le sue litografie: per esempio per i suoi dipinti di architettura gotica, che raffigurano la valle del Reno (realizzati in collaborazione con i suoi fratelli Georg, Gustav e Julius), e con Ernst Rauch per i suoi dipinti delle città tedesche. Dal 1846 al 1855, pubblicò i suoi disegni come Works of Higher Architecture; in formato tre volumi. La Villa Reale di Berchtesgaden e il Museum der bildenden Künste di Lipsia (1856-1857) presero spunta dei suoi disegni. Il suo stile era principalmente basato sull'archiettetura rinascimentale.

## Disegni

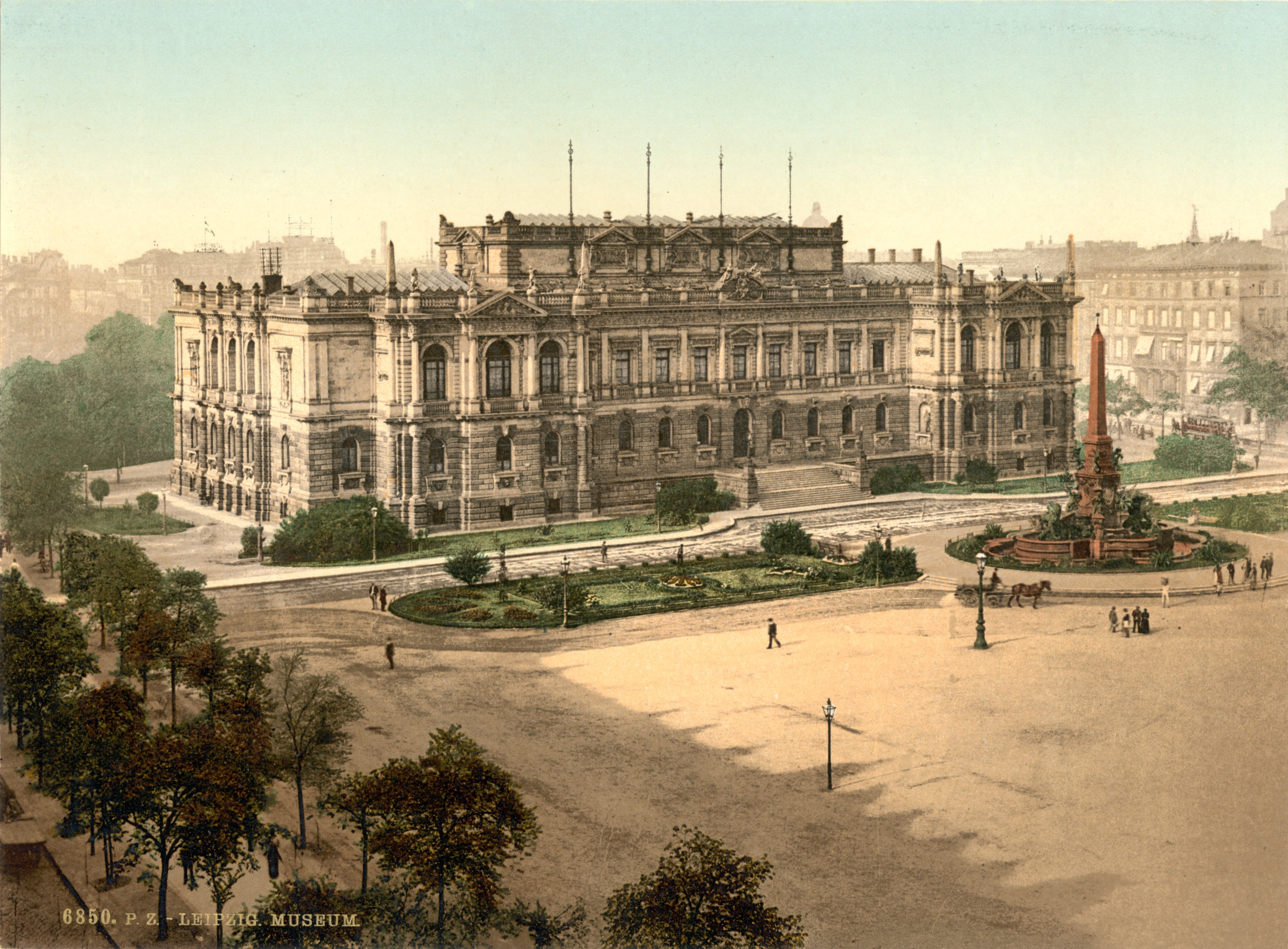
Museo di belle arti di Lipsia (c.1890)

- 1850–1853: Villa Reale a Berchtesgaden, per Massimiliano II di Baviera
- 1852: Chiesa ortodossa a Mosca
- 1854: Borsa in Bergen, Norvegia
- 1856: Museo di Belle Arti di Lipsia (distrutto nel 1943)
- 1857: Chiesa protestante di Hallstadt
- 1860: Museo archeologico nazionale di Atene (Costruito: 1866-1891. La facciata è stata progettata da Ernst Ziller)[3][4]
- 1860: Villa Feodora per Giorgio II di Sassonia-Meiningen in Bad Liebenstein

## Libri
- Originalansichten der historisch merkwürdigsten Städte in Deutschland, ihrer Dome, Kirchen und sonstigen Baudenkmale, 6 Vols., Darmstadt 1832–1867.
- Reiseberichte aus Griechenland , Darmstadt 1835.
- Malerische Ansichten der merkwürdigsten und schönsten Kathedralen, Kirchen und Monumente der gothischen Baukunst am Rhein, Main und der Lahn, Frankfurt 1843.
- Werke der höheren Baukunst , 3 Vols., Darmstadt 1846–1855.
- Die griechischen Landschaftsgemälde von Karl Rottmann in der neuen königlichen Pinakothek zu München, Munich 1854.
- Das Königreich Sachsen, Thüringen und Anhalt in malerischen Original-Ansichten, 2 Vols., Darmstadt 1857.